# Emmanuel Lucenti
Emmanuel Lucenti (* 23. November 1984 in San Miguel de Tucumán) ist ein argentinischer Judoka.

## Sportliche Karriere
Emmanuel Lucenti begann in der Gewichtsklasse bis 73 Kilogramm. 2001 war er Zweiter der panamerikanischen U20-Meisterschaften, im Jahr darauf war er Zweiter der Südamerikameisterschaften.
Seit 2006 kämpft Lucenti im Halbmittelgewicht, der Gewichtsklasse bis 81 Kilogramm. 2006 war er Dritter und 2007 Zweiter der Panamerikanischen Meisterschaften. Bei den Panamerikanischen Spielen 2007 in Rio de Janeiro belegte er den fünften Platz. 2008 siegte Lucenti bei den Südamerikameisterschaften. Bei den Olympischen Spielen 2008 in Peking schied er in seinem ersten Kampf gegen den Briten Euan Burton aus.
2009 gewann Lucenti das Weltcupturnier in Budapest. Bei den Panamerikanischen Meisterschaften erkämpfte er 2009 eine Bronzemedaille. 2010 gewann er Bronze bei den Südamerikaspielen und bei den Panamerikanischen Meisterschaften. Im Jahr darauf folgten Bronzemedaillen bei den Panamerikanischen Meisterschaften und bei den Panamerikanischen Spielen. Nach einer weiteren Bronzemedaille bei den Panamerikanischen Meisterschaften 2012 trat Lucenti bei den Olympischen Spielen 2012 in London an. Dort gewann er seine ersten beiden Kämpfe und unterlag dann im Viertelfinale dem Südkoreaner Kim Jae-bum. Nach einer Niederlage in der Hoffnungsrunde gegen den Kanadier Antoine Valois-Fortier belegte Lucenti den siebten Platz.
Nach zwei schwächeren Jahren ohne Medaille bei Kontinentalmeisterschaften gewann Lucenti 2015 Silber bei den Panamerikanischen Meisterschaften, als er erst im Finale dem Brasilianer Victor Panalber unterlag. Beim olympischen Turnier 2016 in Rio de Janeiro besiegte er in seinem ersten Kampf den Libanesen Nacif Elias und verlor im Achtelfinale gegen Antoine Valois-Fortier.
2017 verlor Lucenti im Finale der Panamerikanischen Meisterschaften gegen den Brasilianer Eduardo Yudy Santos. Bei den Panamerikanischen Meisterschaften 2020 trafen die beiden im Halbfinale aufeinander und der Brasilianer gewann erneut, Lucenti belegte den fünften Platz. Bei den Panamerikanischen Meisterschaften 2021 erreichte Lucenti das Finale und verlor dann gegen den Brasilianer Guilherme Schimidt. Bei seiner vierten Olympiateilnahme 2021 in Tokio schied er in seinem Auftaktkampf gegen den Bulgaren Iwajlo Iwanow aus.
Emmanuels älterer Bruder Rodrigo Lucenti nahm 2004 im Leichtgewicht am olympischen Judoturnier teil.